# Boedròmies
Les Boedròmies (en Βοηδρόμια) eren uns festivals que se celebraven a l'antiga Atenes en honor d'Apol·lo Boedromi. La festivitat es feia dia 6 del mes de Boedromió (setembre-octubre). Tot sembla indicar que aquesta celebració honorava a Apol·lo com un déu de la guerra, que per la seva presència o pels seus oracles ajudava sempre en els conflictes bèl·lics.
El seu origen mític es remunta a Teseu, que en la guerra contra les amàzones no va presentar batalla fins a haver fet un sacrifici a Fobos, i aquest sacrifici es va continuar de celebrar per commemorar l'èxit de la batalla, que es va lliurar el mes de Boedromió. Eurípides, la Suda, i l'Etymologicum Magnum diuen que l'origen va ser l'atac d'Eumolp al rei Erecteu d'Atenes, i Xutos o el seu fill Ió van anar en el seu ajut i van aconseguir la victòria que van oferir a Àrtemis. No es coneix res sobre el festival més enllà que s'oferien sacrificis.